# Erwin Nijboer
Erwin Nijboer (* Denekamp, 2 de junio de 1964). Fue un ciclista neerlandés, profesional entre 1985 y 1997, cuyo mayor éxito deportivo lo logró en la Vuelta a España donde, en la edición de 1990, conseguiría 1 victoria de etapa. 

## Palmarés
1990
- 1 etapa en la Vuelta a España
- Tres días de La Panne

1993
- 1 etapa en la Vuelta a Murcia

## Resultados en Grandes Vueltas y Campeonato del Mundo
| Carrera         | 1985 | 1986 | 1987 | 1988  | 1989  | 1990  | 1991 | 1992  | 1993  | 1994 | 1995  | 1996 | 1997 |
| --------------- | ---- | ---- | ---- | ----- | ----- | ----- | ---- | ----- | ----- | ---- | ----- | ---- | ---- |
| Giro de Italia  | -    | -    | -    | -     | -     | -     | -    | -     | -     | 87.º | 103.º | -    | -    |
| Tour de Francia | -    | Ab.  | Ab.  | Ab.   | Ab.   | -     | -    | -     | -     | 99.º | -     | -    | -    |
| Vuelta a España | -    | 41.º | Ab.  | 111.º | 138.º | 119.º | Ab.  | 124.º | 111.º | -    | 74.º  | Ab.  | -    |
| Mundial en Ruta | -    | -    | -    | -     | -     | -     | -    | -     | -     | -    | -     | -    | -    |